# Mortes em junho de 2016
Mortes em 2016: ← Janeiro – Fevereiro – Março – Abril – Maio – Junho – Julho – Agosto – Setembro – Outubro – Novembro – Dezembro →
Esta é uma relação de pessoas notáveis que morreram durante o mês de junho de 2016, listando nome, nacionalidade, ocupação e ano de nascimento.

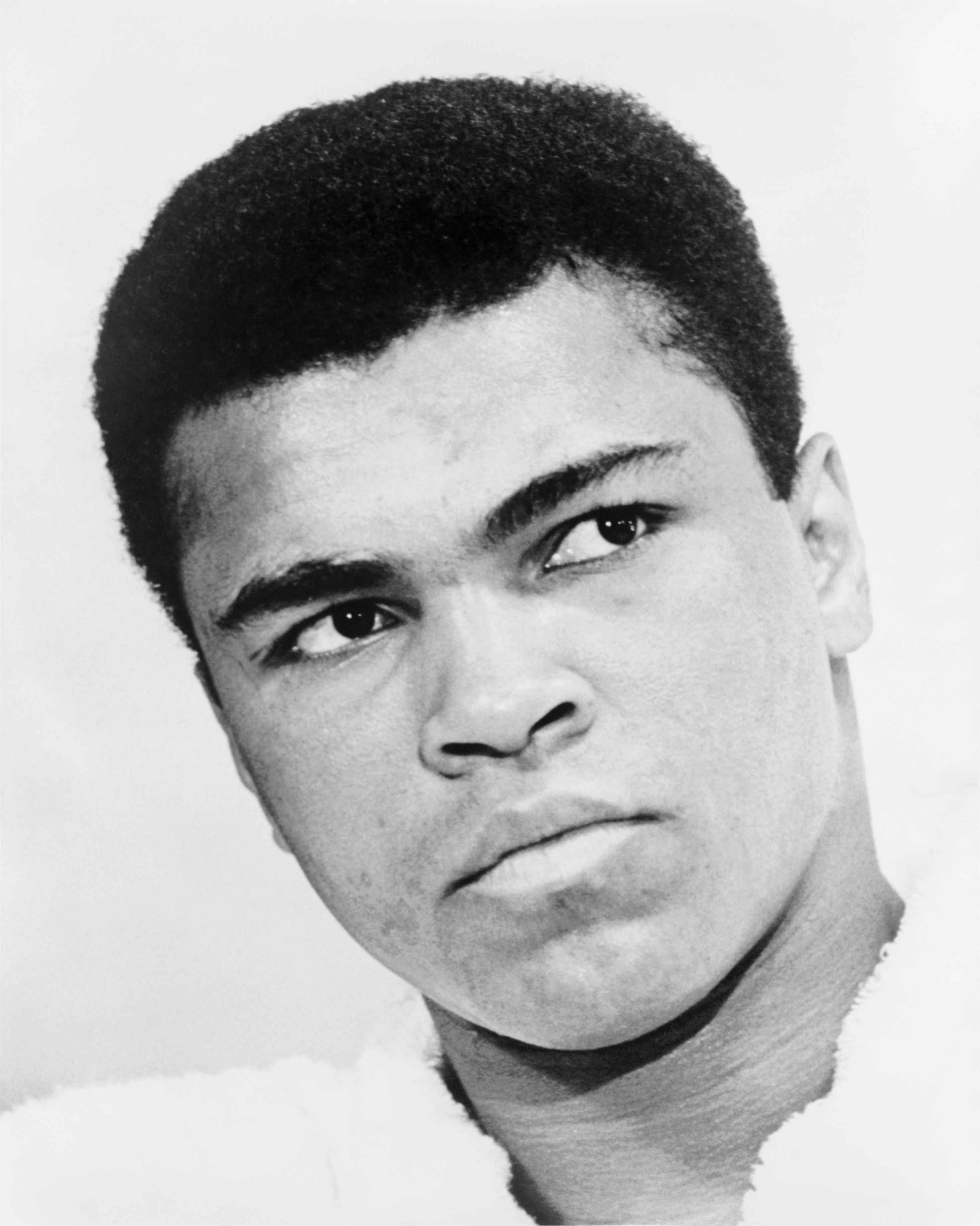
Muhammad Ali, pugilista americano

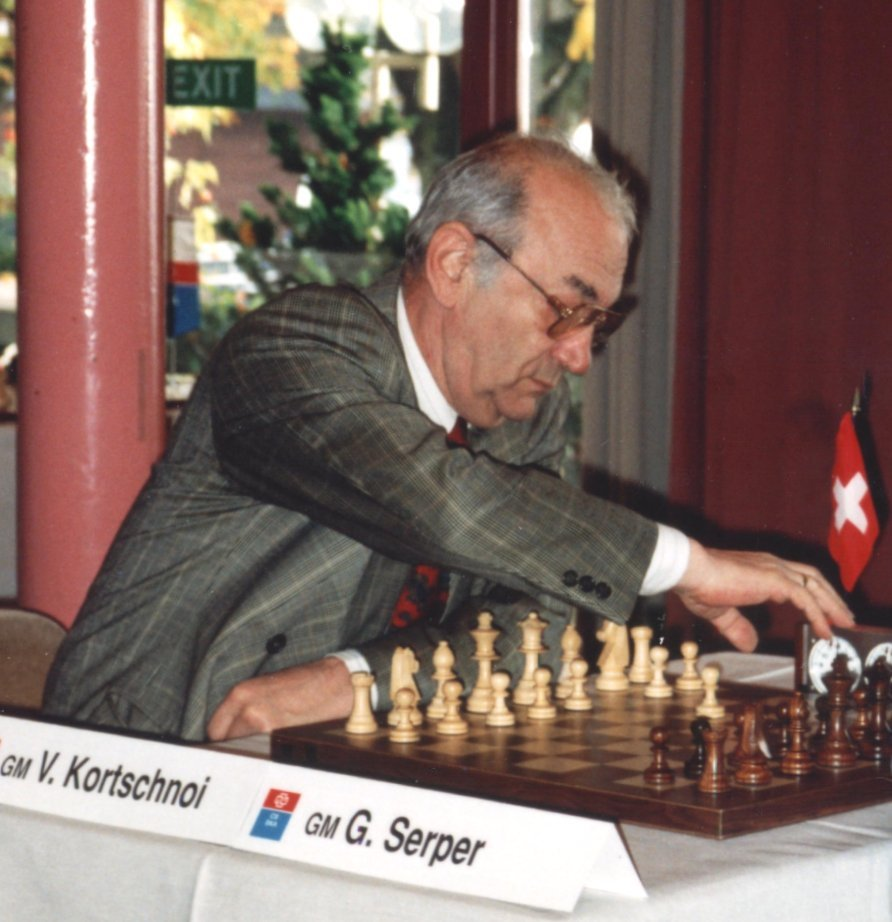
Viktor Korchnoi, enxadrista suíço

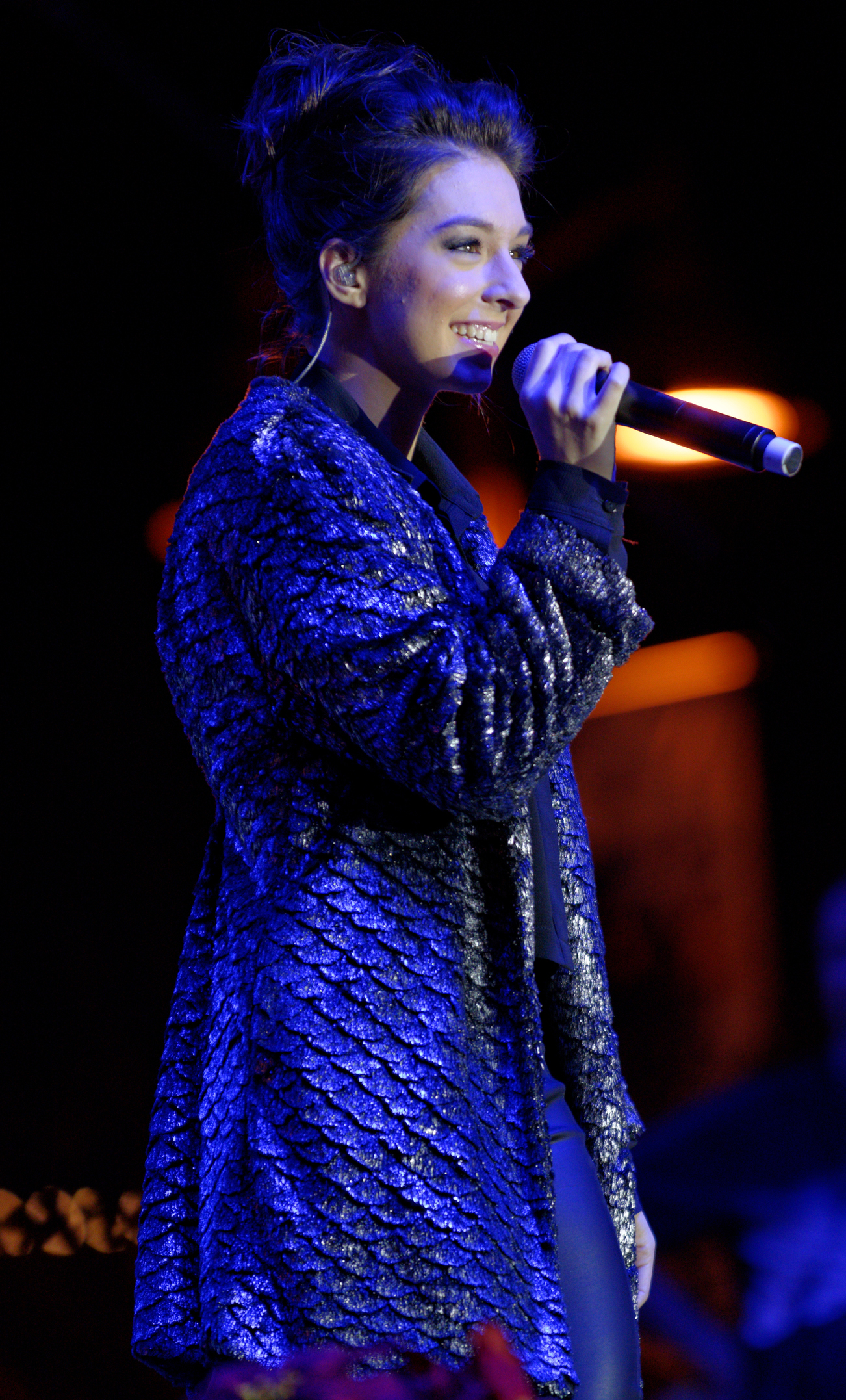
Christina Grimmie, cantora americana

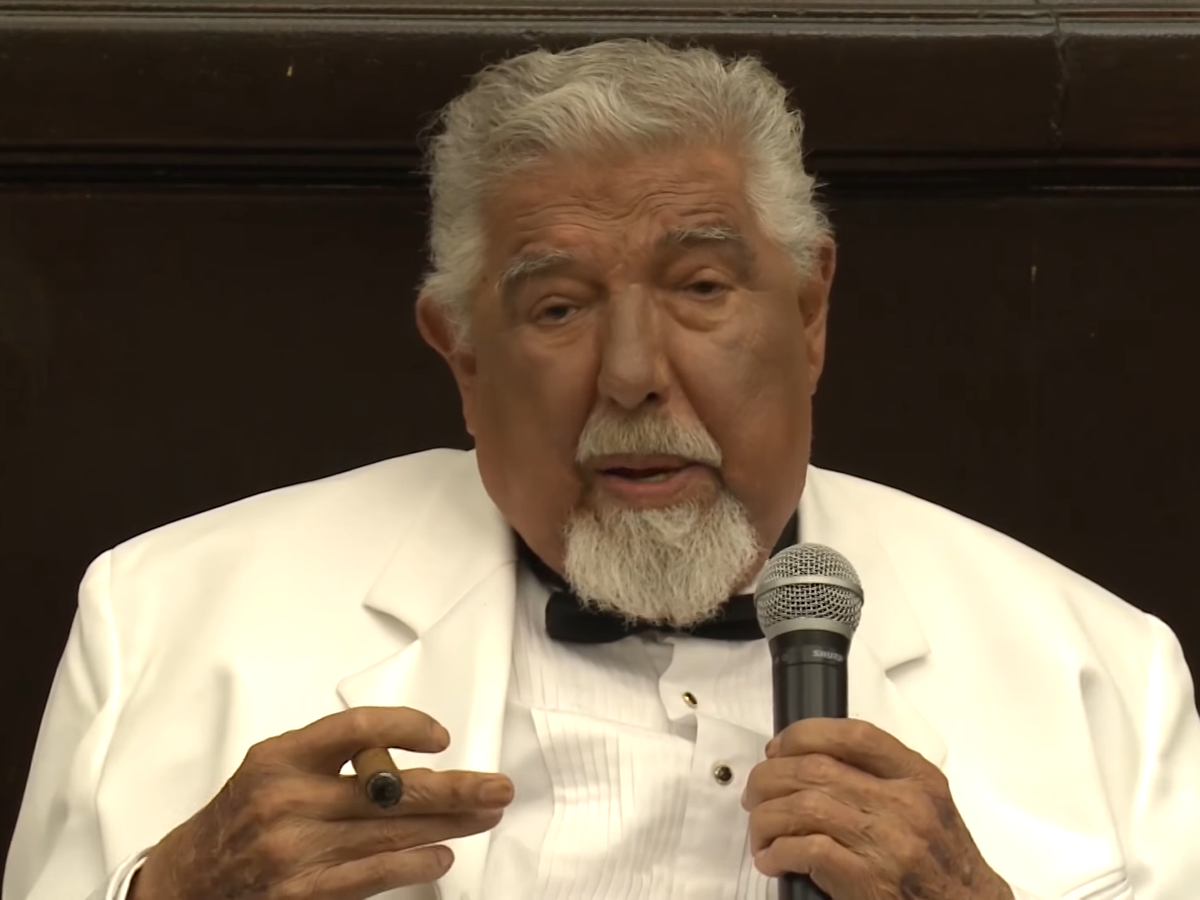
Rubén Aguirre, ator mexicano

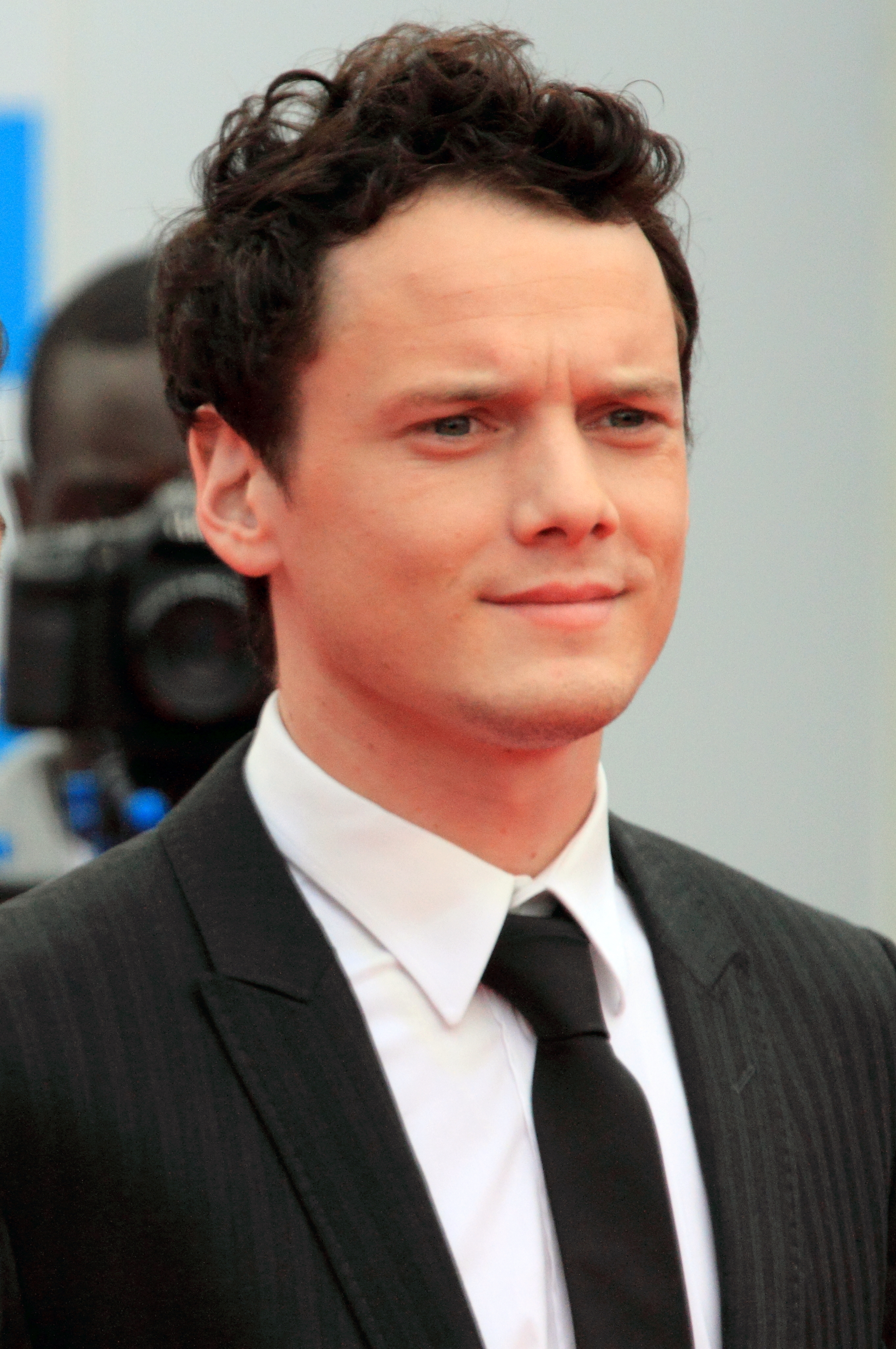
Anton Yelchin, ator americano

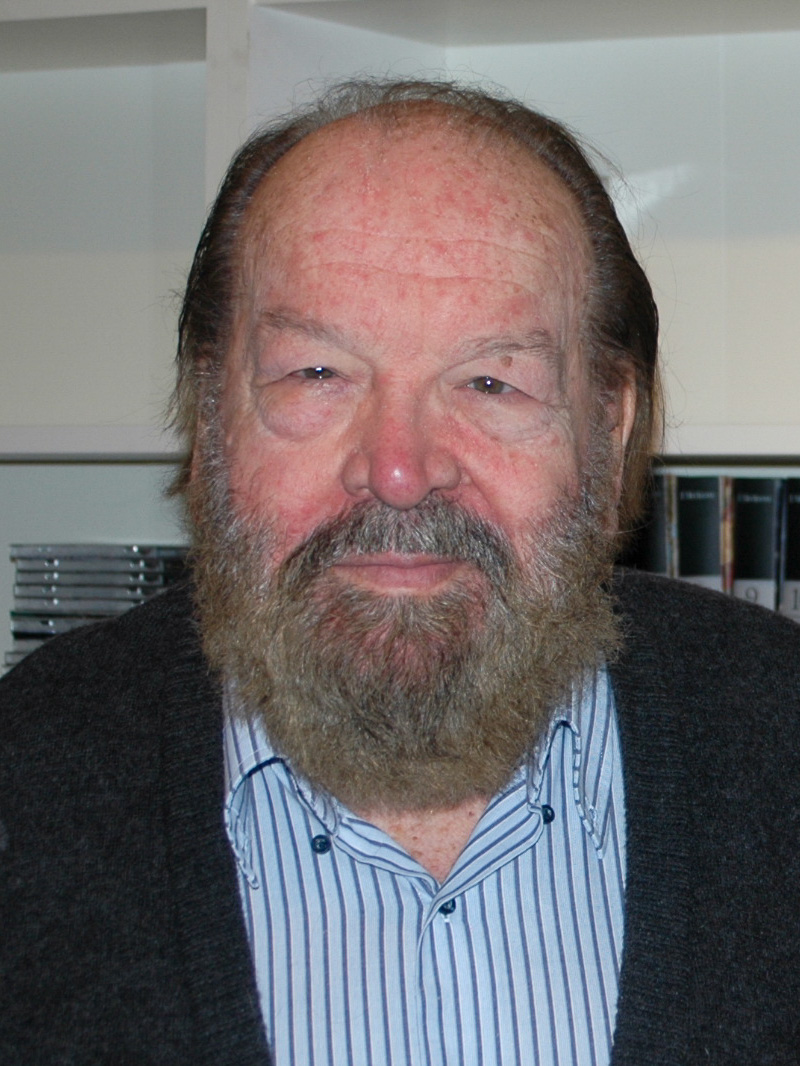
Bud Spencer, ator italiano

| Dia | Nome                              | Profissão ou motivo de reconhecimento    | Nacionalidade           | Ano de nasc. | Ref         |
| --- | --------------------------------- | ---------------------------------------- | ----------------------- | ------------ | ----------- |
| 2   | Tom Kibble                        | Físico                                   | Reino Unido             | 1932         | [ 1 ]       |
| 2   | Corry Brokken                     | Cantora e atriz                          | Países Baixos           | 1932         | [ 2 ] [ 3 ] |
| 3   | Luis Salom                        | Motociclista                             | Espanha                 | 1991         | [ 4 ]       |
| 3   | Muhammad Ali                      | Pugilista                                | Estados Unidos          | 1942         | [ 5 ]       |
| 3   | Ken Morioka                       | Compositor e produtor musical            | Japão                   | 1967         | [ 6 ]       |
| 4   | Carmen Pereira                    | Ex-presidente                            | Guiné-Bissau            | 1937         | [ 7 ]       |
| 5   | Jarbas Passarinho                 | Político                                 | Brasil                  | 1920         | [ 8 ]       |
| 6   | Viktor Korchnoi                   | Enxadrista                               | Rússia/ Suíça           | 1931         | [ 9 ]       |
| 6   | Hélio Garcia                      | Político                                 | Brasil                  | 1931         | [ 10 ]      |
| 6   | Tunga                             | Artista plástico                         | Brasil                  | 1952         | [ 11 ]      |
| 6   | Kimbo Slice                       | Lutador                                  | Bahamas/ Estados Unidos | 1974         | [ 12 ]      |
| 6   | Peter Shaffer                     | Dramaturgo e roteirista                  | Reino Unido             | 1926         | [ 13 ]      |
| 7   | Anatoly Polishchuk                | Voleibolista                             | Ucrânia                 | 1950         | [ 14 ]      |
| 8   | Stephen Keshi                     | Futebolista e treinador                  | Nigéria                 | 1962         | [ 15 ]      |
| 8   | Sascha Lewandowski                | Treinador de futebol                     | Alemanha                | 1971         | [ 16 ]      |
| 8   | Pierre Aubert                     | Ex-presidente                            | Suíça                   | 1927         | [ 17 ]      |
| 10  | Gordie Howe                       | Jogador de hóquei no gelo                | Canadá                  | 1928         | [ 18 ]      |
| 11  | Shaibu Amodu                      | Treinador de futebol                     | Nigéria                 | 1958         | [ 19 ]      |
| 11  | Christina Grimmie                 | Cantora                                  | Estados Unidos          | 1994         | [ 20 ]      |
| 11  | Thomas Skidmore                   | Historiador                              | Estados Unidos          | 1932         | [ 21 ]      |
| 12  | George Voinovich                  | Político e advogado                      | Estados Unidos          | 1936         | [ 22 ]      |
| 12  | Alfonso Portugal                  | Futebolista                              | México                  | 1934         | [ 23 ]      |
| 13  | Michu Meszaros                    | Ator                                     | Hungria                 | 1939         | [ 24 ]      |
| 13  | Chips Moman                       | Compositor e produtor musical            | Estados Unidos          | 1936         | [ 25 ]      |
| 13  | Gregory Rabassa                   | Tradutor literário                       | Estados Unidos          | 1922         | [ 26 ]      |
| 14  | Anatoli Grishin                   | Velocista                                | Rússia                  | 1939         | [ 27 ]      |
| 16  | Luděk Macela                      | Futebolista                              | Chéquia                 | 1950         | [ 28 ]      |
| 16  | Jo Cox                            | Política                                 | Reino Unido             | 1974         | [ 29 ]      |
| 17  | Rubén Aguirre                     | Ator e intérprete do Professor Girafales | México                  | 1934         | [ 30 ]      |
| 17  | Ron Lester                        | Ator                                     | Estados Unidos          | 1970         | [ 31 ]      |
| 17  | Yolanda Queiroz                   | Empresária                               | Brasil                  | 1928         | [ 32 ]      |
| 18  | Anton Yelchin                     | Ator                                     | Rússia/ Estados Unidos  | 1989         | [ 33 ]      |
| 19  | Rodolfo Zalla                     | Desenhista de quadrinhos                 | Argentina/ Brasil       | 1931         | [ 34 ]      |
| 19  | Nicolás García Uriburu            | Artista plástico, arquiteto e ecologista | Argentina               | 1937         | [ 35 ]      |
| 22  | Roberto Lovera                    | Basquetebolista                          | Uruguai                 | 1922         | [ 36 ]      |
| 23  | Alberto Léo                       | Jornalista                               | Brasil                  | 1950         | [ 37 ]      |
| 23  | Cecilia María de la Santa Faz     | Freira                                   | Argentina               | 1973         | [ 38 ]      |
| 24  | Francisco Ivens de Sá Dias Branco | Empresário                               | Brasil                  | 1934         | [ 39 ]      |
| 24  | Bernie Worrell                    | Tecladista e compositor musical          | Estados Unidos          | 1944         | [ 40 ]      |
| 25  | Ivonaldo Veloso de Melo           | Artista plástico                         | Brasil                  | 1943         | [ 41 ]      |
| 26  | Ryan Jimmo                        | Lutador profissional                     | Canadá                  | 1981         | [ 42 ]      |
| 27  | Caçapava                          | Futebolista e treinador                  | Brasil                  | 1954         | [ 43 ]      |
| 27  | Bud Spencer                       | Ator e atleta                            | Itália                  | 1929         | [ 44 ]      |
| 27  | Alvin Toffler                     | Escritor                                 | Estados Unidos          | 1928         | [ 45 ]      |
| 28  | André Guelfi                      | Automobilista                            | França                  | 1919         | [ 46 ]      |
| 28  | Scotty Moore                      | Guitarrista                              | Estados Unidos          | 1931         | [ 47 ]      |
| 28  | Fabiane Niclotti                  | Ex-Miss Brasil                           | Brasil                  | 1984         | [ 48 ]      |
| 29  | Jan Hettema                       | Ciclista e piloto de rali                | África do Sul           | 1933         | [ 49 ]      |
| 30  | Consuelo de Castro                | Dramaturga                               | Brasil                  | 1946         | [ 50 ]      |